# Brandon Cruz
Pour les articles homonymes, voir Cruz.
Brandon Cruz est un acteur et monteur américain né le 28 mai 1962 à Bakersfield, Californie (États-Unis). Il fut aussi chanteur des Dead Kennedys de 2001 à 2003.

## Filmographie

### comme acteur
- 1969 : 80 Steps to Jonah de Gerd Oswald : Little Joe
- 1970 : But I Don't Want to Get Married! (TV) : Bernard
- 1971 : The Going Up of David Lev (TV) : David
- 1974 : Family Theatre: Married Is Better (TV)
- 1975 : Jeremiah of Jacob's Neck
- 1976 : La Chouette Équipe (The Bad News Bears) : Joey Turner
- 1976 : Mighty Moose and the Quarterback Kid (TV) : Benny Singleton
- 1978 : The One and Only : Sherman
- 1995 : Safe : Steve
- 2004 : Carnets de voyage (Diarios de motocicleta) : Miner (Chile)

### comme monteur
- 1997 : South Park ("South Park") (série TV)
- 2004 : Kevin and Drew Unleashed (série TV)